# Pinguicula infundibuliformis
Pinguicula infundibuliformis är en tätörtsväxtart som beskrevs av S. Jost Casper. Pinguicula infundibuliformis ingår i släktet tätörter, och familjen tätörtsväxter. Inga underarter finns listade i Catalogue of Life.